# Kenneth David Oswin Richards
Mons. Kenneth David Oswin Richards (* 16. srpna 1958, Linstead) je jamajský římskokatolický kněz a biskup Saint John’s–Basseterre.

## Život
Narodil se 16. srpna 1958 v Linsteadu, ve farnosti svaté Kateřiny. Ačkoliv se narodil na Antilách jeho rodina pochází ze subsaharské Afriky. Po vzděláním na Katolické škole svaté Kateřiny ve svém rodném městě vstoupil do Vyššího semináře svatého Michaela a začal studovat na Univerzitě Západní Indie na Jamajce, kde získal bakalářský titul z teologie. Po studiích na univerzitě získal na Katolické univerzitě v Americe licenciát z morální teologie. Na kněze byl vysvěcen 29. září 1985.
Po vysvěcení začal působit v arcidiecézi Kingston jako farní vikář svatého Kříže, farář ve svatém Benediktu a Afrických mučedníků, svatého Judy a Patrika. V letech 2002-2005 byl arcidiecézním ředitelem odboru povolání. Dále také předseda kněžské rady a asociace arcidiecézních kněží. Roku 2008 byl jmenován generálním vikářem arcidiecéze.
Dne 19. listopadu 2011 jej papež Benedikt XVI. ustanovil diecézním biskupem Saint John’s–Basseterre se sídlem na Antigue. Biskupské svěcení přijal 8. února 2012 z rukou arcibiskupa Donalda Jamese Reecea a spolusvětiteli byli arcibiskup Robert Rivas a biskup Gabriel Malzaire.